# Чезаре Наталі
Чезаре Наталі (італ. Cesare Natali, нар. 5 квітня 1979, Бергамо) — італійський футболіст, що грав на позиції захисника.

## Клубна кар'єра
Народився 5 квітня 1979 року в місті Бергамо. Вихованець футбольної школи клубу «Аталанта». Але з того моменту, як він почав тренуватися з основою клубу, на поле не виходив. У 1998 році він був переданий на правах оренди в клуб Серії С1 «Лекко» , де і дебютував на дорослому рівні. Потім Чезаре повернувся в «Аталанту», де за два сезони провів 1 матч в Серії Б , через що у 2001 році знову був відданий в оренду, цього разу в «Монцу». 

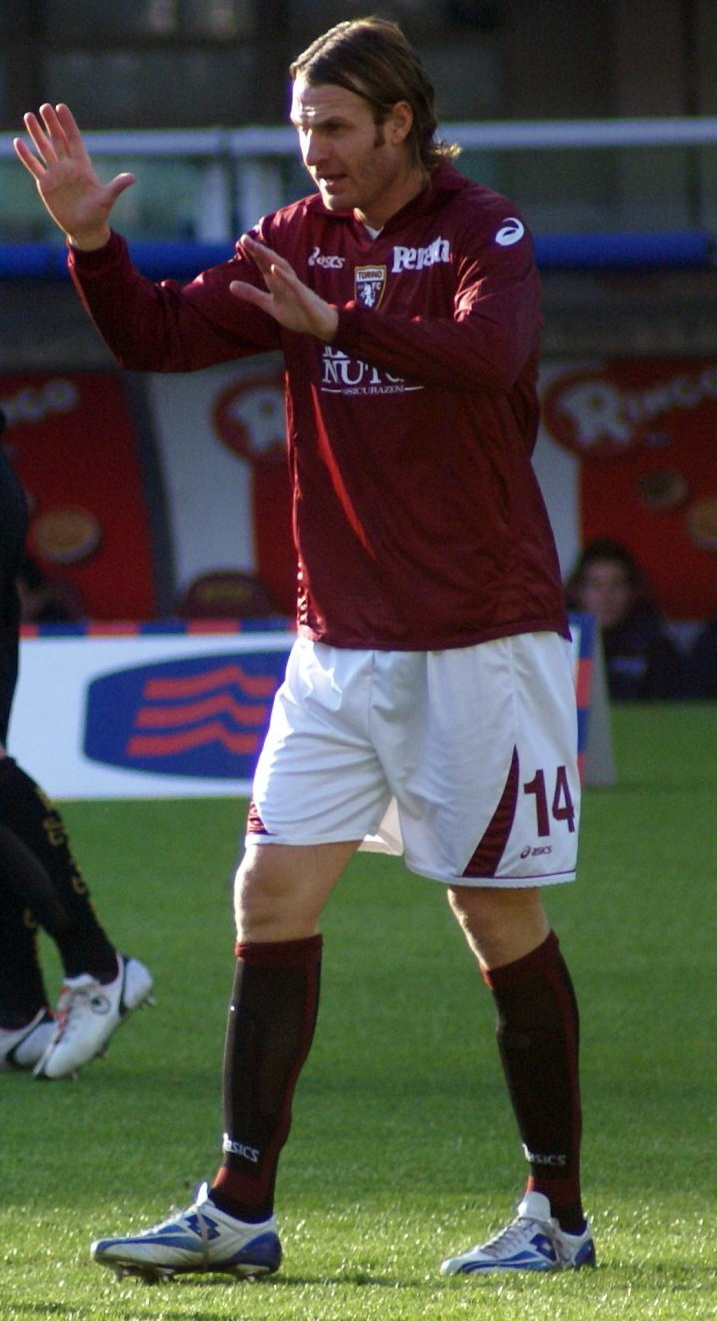
Чезаре Наталі під час виступів за «Торіно». 2008 рік.

Після повернення в Бергамо влітку 2000 року Наталі став набагато частіше грати в складі, провівши за два сезони 34 матчі у Серії. У 2003 році «Болонья» придбала 50% прав на футболіста, але після закінчення сезону, хоча Наталі і вважався гравцем основи клубу, команда не захотіла повністю викупити трансфер гравця і Наталі в черговий раз повернувся в «Аталанту», де провів ще один сезон 2004/05, за результатами якого команда посіла останнє 20 місце і покинула Серію А.
29 червня 2005 року Наталі перейшов в «Удінезе», підписавши 5-річний контракт, з яким дебютував в Лізі чемпіонів, в кваліфікації якої саме гол Наталі в протистоянні зі «Спортінгом» (1:0) вивів фріульців в груповий етап турніру. Там 27 вересня в матчі з «Барселоною» після зіткнення із Роналдінью отримав складний перелом внутрішньої великогомілкової кістки лівої щиколотки. Відновився Наталі лише на початку наступного року, а з наступного року став лідером оборони, провівши 32 матчі в чемпіонаті та одну гру в кубку Італії.
4 липня 2007 року Чезаре Наталі був куплений «Торіно» за 3,5 млн євро, підписавши контракт до 2011 року. У новій команді теж був основним гравцем і 2008 року навіть носив капітанську пов'язку.
4 липня 2009 року Наталі перейшов у «Фіорентина» за 2,6 млн євро. Відіграв за «фіалок» наступні три сезони своєї ігрової кар'єри. Більшість часу, проведеного у складі «Фіорентини», був основним гравцем захисту команди. 30 червня 2012 року на правах вільного агента покинув клуб.
26 липня 2012 року Наталі повернувся до «Болоньї», підписавши дворічний контракт. Наталі був основним гравцем у перших чотирьох матчах сезону, в останньому з яких 7 жовтня проти «Фіорентини» він отримав травму правого коліна, через яку пропустив фактично весь сезон, повернувшись на поле лише в останньому турі проти «К'єво». У другому сезоні Чезаре був основним гравцем, але зап його підсумками команда вилетіла з Серії А, після чого Наталі покинув клуб.
3 березня 2015 року Наталі підписав угоду до кінця сезону з «Сассуоло», зігравши свої три останні матчі у Серії А, після чого завершив ігрову кар'єру.

## Виступи за збірну
2002 року залучався до складу молодіжної збірної Італії, у складі якої поїхав на молодіжний чемпіонат Європи 2002 року у Швейцарії, де його команда дійшла до півфіналу. Всього на молодіжному рівні зіграв у 3 офіційних матчах.
У березні 2004 року він отримав свій єдиний виклик до національної збірної Італії від головного тренера Джованні Трапаттоні, замінивши травмованого Марчелло Кастелліні, але на поле так і не вийшов.

## Статистика виступів

### Статистика клубних виступів
| Сезон                  | Команда                | Чемпіонат              | Чемпіонат | Чемпіонат | Національний кубок | Національний кубок | Національний кубок | Континентальні кубки | Континентальні кубки | Континентальні кубки | Інші змагання | Інші змагання | Інші змагання | Усього | Усього |
| Сезон                  | Команда                | Ліга                   | Ігор      | Голів     | Ліга               | Ігор               | Голів              | Ліга                 | Ігор                 | Голів                | Ліга          | Ігор          | Голів         | Ігор   | Голів  |
| ---------------------- | ---------------------- | ---------------------- | --------- | --------- | ------------------ | ------------------ | ------------------ | -------------------- | -------------------- | -------------------- | ------------- | ------------- | ------------- | ------ | ------ |
| 1997–98                | «Аталанта»             | B                      | 0         | 0         | КІ                 | 0                  | 0                  | -                    | -                    | -                    | -             | -             | -             | 0      | 0      |
| 1997–98                | «Лекко»                | C1                     | 22        | 1         | -                  | -                  | -                  | -                    | -                    | -                    | -             | -             | -             | 22     | 1      |
| 1998–99                | «Аталанта»             | B                      | 1         | 0         | КІ                 | 1                  | 0                  | -                    | -                    | -                    | -             | -             | -             | 2      | 0      |
| 1999-січ.2000          | «Аталанта»             | B                      | 0         | 0         | КІ                 | 1                  | 0                  | -                    | -                    | -                    | -             | -             | -             | 1      | 0      |
| січ.-черв. 2000        | «Монца»                | B                      | 11        | 1         | -                  | -                  | -                  | -                    | -                    | -                    | -             | -             | -             | 11     | 1      |
| 2000–01                | «Аталанта»             | A                      | 0         | 0         | КІ                 | 1                  | 0                  | -                    | -                    | -                    | -             | -             | -             | 1      | 0      |
| 2001–02                | «Аталанта»             | A                      | 7         | 0         | КІ                 | 2                  | 0                  | -                    | -                    | -                    | -             | -             | -             | 9      | 0      |
| 2002–03                | «Аталанта»             | A                      | 27        | 1         | КІ                 | 1                  | 0                  | -                    | -                    | -                    | -             | -             | -             | 28     | 0      |
| 2003–04                | «Болонья»              | A                      | 31        | 0         | КІ                 | 0                  | 0                  | -                    | -                    | -                    | -             | -             | -             | 31     | 0      |
| 2004–05                | «Аталанта»             | A                      | 34        | 1         | КІ                 | 5                  | 0                  | -                    | -                    | -                    | -             | -             | -             | 39     | 1      |
| Усього за «Аталанту»   | Усього за «Аталанту»   | Усього за «Аталанту»   | 69        | 2         |                    | 11                 | 0                  |                      | -                    | -                    |               | -             | -             | 80     | 2      |
| 2005–06                | «Удінезе»              | A                      | 19        | 1         | КІ                 | 3                  | 0                  | ЛЧ+КУЄФА             | 4+1                  | 1+0                  | -             | -             | -             | 27     | 2      |
| 2006–07                | «Удінезе»              | A                      | 32        | 0         | КІ                 | 3                  | 1                  | -                    | -                    | -                    | -             | -             | -             | 35     | 1      |
| Усього за «Удінезе»    | Усього за «Удінезе»    | Усього за «Удінезе»    | 51        | 1         |                    | 6                  | 1                  |                      | 5                    | 1                    |               | -             | -             | 62     | 3      |
| 2007–08                | «Торіно»               | A                      | 24        | 1         | КІ                 | 3                  | 0                  | -                    | -                    | -                    | -             | -             | -             | 27     | 1      |
| 2008–09                | «Торіно»               | A                      | 26        | 2         | КІ                 | 3                  | 1                  | -                    | -                    | -                    | -             | -             | -             | 29     | 3      |
| Усього за «Торіно»     | Усього за «Торіно»     | Усього за «Торіно»     | 50        | 3         |                    | 6                  | 1                  |                      | -                    | -                    |               | -             | -             | 56     | 4      |
| 2009–10                | «Фіорентина»           | A                      | 17        | 0         | КІ                 | 4                  | 0                  | ЛЧ                   | 4                    | 0                    | -             | -             | -             | 25     | 0      |
| 2010–11                | «Фіорентина»           | A                      | 20        | 0         | КІ                 | 0                  | 0                  | -                    | -                    | -                    | -             | -             | -             | 20     | 0      |
| 2011–12                | «Фіорентина»           | A                      | 35        | 2         | КІ                 | 3                  | 0                  | -                    | -                    | -                    | -             | -             | -             | 38     | 2      |
| Усього за «Фіорентину» | Усього за «Фіорентину» | Усього за «Фіорентину» | 72        | 2         |                    | 7                  | 0                  |                      | 4                    | 0                    |               | -             | -             | 83     | 2      |
| 2012–13                | «Болонья»              | A                      | 5         | 0         | КІ                 | 0                  | 0                  | -                    | -                    | -                    | -             | -             | -             | 5      | 0      |
| 2013–14                | «Болонья»              | A                      | 32        | 1         | КІ                 | 1                  | 0                  | -                    | -                    | -                    | -             | -             | -             | 29     | 1      |
| Усього за «Болонью»    | Усього за «Болонью»    | Усього за «Болонью»    | 68        | 1         |                    | 1                  | 0                  |                      | -                    | -                    |               | -             | -             | 65     | 1      |
| бер.-черв. 2015        | «Сассуоло»             | A                      | 3         | 0         | -                  | -                  | -                  | -                    | -                    | -                    | -             | -             | -             | 3      | 0      |
| Усього за кар'єру      | Усього за кар'єру      | Усього за кар'єру      | 346       | 11        |                    | 31                 | 2                  |                      | 9                    | 1                    |               | -             | -             | 386    | 14     |